# 切羅基帕斯 (密蘇里州)
切羅基帕斯（英語：Cherokee Pass）是位於美國密蘇里州麥迪遜縣的普查規定居民點。

## 人口
根據2020年美國人口普查的數據，切羅基帕斯的面積為5.42平方千米，當中陸地面積為5.39平方千米，而水域面積為0.03平方千米。當地共有人口271人，而人口密度為每平方千米50人。